# قاعدة يوم القيامة (خوارزمية يوم الهلاك)

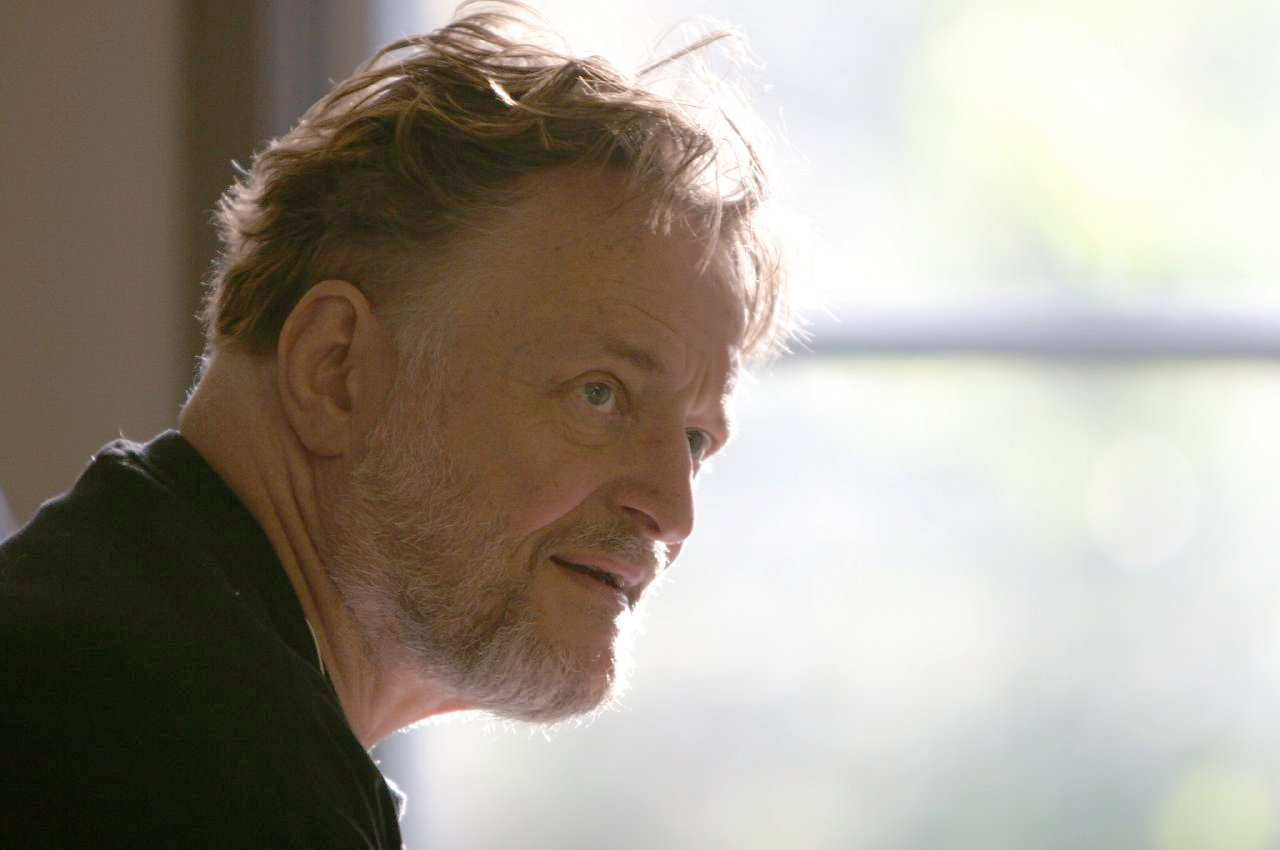
جون كونواي ، مخترع خوارزمية يوم الهلاك

قاعدة يوم القيامة أو خوارزمية يوم القيامة أو طريقة يوم القيامة هي خوارزمية لتحديد يوم الأسبوع لتاريخ معين. توفر هذه الخوارزمية تقويمًا دائمًا حيث أن التقويم الغريغوري يتحرك في دورات مدتها 400 عام. تم ابتكار الخوارزمية بواسطة جون كونواي في عام 1973،   مستوحاة من خوارزمية التقويم الدائم التي وضعها لويس كارول (صاحب كتاب أليس في بلاد العجائب).   تستفيد الخوارزمية من حقيقة أن كل سنة تحتوي على يوم معين من أيام الأسبوع تقع فيه تواريخ سهلة التذكر تُعرف باسم أيام القيامة (Doomsdays)؛ فعلى سبيل المثال، فإن آخر يوم من شهر فبراير، ويومي 4 أبريل (4/4)، و6 يونيو (6/6)، و8 أغسطس (8/8)، و10 أكتوبر (10/10)، و12 ديسمبر (12/12)، كلها تقع في نفس اليوم من أيام الأسبوع في نفس السنة.
يتضمن تطبيق خوارزمية يوم القيامة ثلاث خطوات:
1. تحديد يوم الارتكاز للقرن، وهو اليوم الثابت الذي تعتمد عليه الخوارزمية لكل قرن.
2. حساب يوم الارتكاز للسنة، ويتم ذلك اعتمادا على يوم الارتكاز للقرن
3. اختيار أقرب تاريخ من تواريخ يوم الفيامة الثابتة لكل سنة (مثل 4/4 - 6/6) ثم حساب عدد الأيام بين هذا التاريخ والتاريخ المطلوب تحديد يوم الأسبوع له (بتطبيق طريقة باقي القسمة على 7. "module 7")

تعمل هذه التقنية على كل من التقويم الغريغوري والتقويم اليولياني ، على الرغم من أن أيام القيامة الخاصة بهما تكون عادة أياما مختلفة من الأسبوع.
الخوارزمية بسيطة بما يكفي بحيث يمكن حسابها ذهنيًا. عادة ما كان كونواي يستطيع إيجاد الإجابة الصحيحة في أقل من ثانيتين. ولكي يحسن من سرعته، كان كونواي يمارس حساباته التقويمية على جهاز الحاسب الخاص به، والذي قام ببرمجة برنامج لكي يختبره بتواريخ عشوائية في كل مرة يسجل الدخول. 